# Ivan Kolev
Ivan Stojkov Kolev (Banovka, 15. rujna 1863. – Beč, 29. srpnja 1917.) je bio bugarski general i vojni zapovjednik. Tijekom Prvog svjetskog rata zapovijedao je 1. konjičkom divizijom na Rumunjskom bojištu.

## Vojna karijera
Ivan Kolev je rođen 15. rujna 1863. u Banovki, selu u Besarabiji smještenom oko 25 km od Bolgrada koje su osnovali bugarski doseljenici iz Trakije. Osnovnu školu pohađa u rodnoj Banovki, da bi od 1875. školovanje nastavio u srednjoj školi u Bolgradu. Istu završava 1882. nakon čega je podnio molbu da radi kao učitelj u rodnoj Banovki, ali mu je molba odbijena. Umjesto toga, zapošljava se kao činovnik u obližnjem okrugu. Godine 1884. seli se u Sofiju gdje radi kao službenik u okružnom sudu. 
Nakon izbijanja Srpsko-bugarskog rata u studenom 1885. kao dobrovoljac stupa u Studentsku legiju. Po završetku rata odlučuje se za vojnu karijeru te u siječnju 1886. počinje pohađati Vojnu školu u Sofiji. Iako je početno kao kadet trebao biti raspoređen u odjel topništva, tome se usprotivio želeći služiti u konjaništvu. Kao rusofil aktivno sudjeluje u svrgavanju princa Aleksanda Battenberga zbog čega je jedno vrijeme bio izbačen iz vojne škole. Istu ipak uspijeva završiti u rodu konjaništva u travnju 1887. čime je stekao čin potporučnika. Raspoređen je u 3. konjičku pukovniju smještenu u Plovdivu gdje je u svibnju 1890. promaknut u čin poručnika. Početkom 1892. počinje školovanje u Vojnoj akademiji u Torinu koju završava 1894. godine. U kolovozu te iste godine vraća se u Bugarsku gdje je unaprijeđen u čin konjičkog satnika. 
Od 1897. zapovijeda eskadronom u 4. konjičkoj pukovniji, da bi nakon toga predavao vojnu povijest u Konjičkoj školi. U jesen 1898. sudjeluje u vojnim manevrima u Rumunjskoj, da bi 1900. bio imenovan časnikom za posebne zadatke u Konjičkom inspektoratu. Te iste godine, u veljači, unaprijeđen je u čin bojnika. Od 1901. obnaša dužnost starijeg pobočnika u Konjičkoj diviziji, da bi u svibnju 1902. bio imenovan pomoćnikom zapovjednika Gardijskog konjičkog eskadrona koji je 1904. reorganiziran u pukovniju. U veljači 1904. promaknut je u čin potpukovnika, te imenovan načelnikom stožera Konjičke inspekcije. U rujnu 1907. upućen je na dodatnu obuku u Austro-Ugarsku, točnije u 7. ulansku pukovniju smještenu u Pardubicama. U Bugarsku se vraća u listopadu 1908. kada je unaprijeđen u čin pukovnika, te imenovan zapovjednikom Gardijske konjičke pukovnije koju dužnost obnaša do početka Prvog balkanskog rata.
Na početku Prvog balkanskog rata imenovan je načelnikom stožera Utvrđenog područja Jambol, nakon čega od studenog 1912. privremeno obnaša dužnost načelnika stožera 3. armije. U svibnju 1913. postaje načelnikom stožera najprije 1. pričuvne armije, a nakon njenog preimenovanja načelnikom stožera 5. armije. Dužnost načelnika stožera 5. armije obnaša i tijekom Drugog balkanskog rata. Nakon završetka Balkanskih ratova vraća se na dužnost zapovjednika Gardijske konjičke pukovnije. U listopadu 1914. imenovan je zapovjednikom 10. egejske pješačke divizije, dok je u listopadu 1915. promaknut u čin general bojnika.

## Prvi svjetski rat
U svibnju 1916. Kolev je imenovan zapovjednikom 1. konjičke divizije, a par dana nakon toga i glavnim inspektorom konjice. U tom svojstvu nastojao je poboljšati fizičku spremu i moral konjaništva uvodeći u konjičke postrojbe uporabu strojnica. U srpnju s 1. konjičkom divizijom ulazi u sastav 3. armije koja je držala položaje duž granice u Dobrudži. Nakon ulaska Rumunjske u rat na strani Antante i ulaska Bugarske u rat, Kolev s 1. konjičkom divizijom dobiva zadatak presijecanja komunikacije između Dobriča i Silistre, te zaštite desnog armijskog krila u napadu na Turtucaiau. Uspijeva 2. rujna zauzeti selo Karapelit, te u Bitci kod Karapelita odbiti rumunjski protunapad. Time je stvorena mogućnost da Dobrič bude okružen, što je primoralo rumunjske snage da napuste grad. Međutim, ubrzo rumunjske jedinice 5. rujna ponovno pokreću napad s ciljem zauzeća Dobriča, što uzrokuje Bitku kod Dobriča u kojoj bitci Kolev sa svojom divizijom u odlučujućem trenutku napada neprijateljski bok, čime omogućava bugarsku pobjedu. Nakon toga, sudjeluje u Prvoj bitci kod Kobadina u kojem su bugarske snage, nakon velikih gubitaka i iscrpljenosti, morale obustaviti svoje napade.
Bugarsko-njemačke snage ofenzivu su obnovile 19. listopada, nakon što su početkom mjeseca uspješno odbile rumnjski napad početkom mjeseca. U Drugoj bitci kod Kobadina 1. konjička divizija uspijeva probiti neprijateljske linije kod sela Topraisara. Navedeno je uzrokovalo opće povlačenje rumunjsko-ruskih snaga, što je dovelo do zauzimanja Constante. Tijekom studenog 1. konjička divizija je, temeljem naredbe novog zapovjednika 3. armije Stefana Nerezova strukturnim promjenama smanjena u svojoj veličini, čemu se Kolev protivio. Usprkos toga, 1. konjička divizija se nastavila boriti u Dobrudži gdje je 10. ožujka 1917. ušla u Tulceu.

## Smrt
Borbe u Dobrudži narušile su Kolevljevo zdravlje. U svibnju 1917. otišao je u Beč na liječenje. Dok se nalazio na liječenju 28. srpnja 1917. promaknut je u čin general poručnika. Međutim, već idući dan je preminuo u 54 godini života. Njegovi posmrtni ostaci vraćeni su u Sofiju gdje je pokopan. Po Kolevu su nazvana dva sela u Bugarskoj i to General Kolevo u okrugu Varna i General Kolevo u okrugu Dobrič. Njegovim imenom nazvana je i jedna ulica u Dobriču gdje mu je podignut i spomenik.

## Vanjske poveznice
(bug.) Ivan Kolev na stranici Bulgarianhistory.org

(bug.) Ivan Kolev na stranici Boinaslava.net

(eng.) Ivan Kolev na stranici Youtube.com